# طريقة أويلر-ماروياما
في حساب التفاضل والتكامل، تعد طريقة أويلر-ماروياما (وتسمى أيضًا طريقة أويلر) طريقة للتحليل العددي التقريبي لمعادلة تفاضلية عشوائية (SDE). إنه تعميم بسيط لطريقة أويلر للمعادلات التفاضلية العادية إلى المعادلات التفاضلية العشوائية. سميت بعد ليونارد أويلر وجيزيرو ماروياما . لسوء الحظ، لا يمكن إجراء نفس التعميم لأي طريقة حتمية اعتباطية.
خذ المعادلة التفاضلية العشوائية (انظر حساب التفاضل والتكامل )
{\displaystyle \mathrm {d} X_{t}=a(X_{t})\,\mathrm {d} t+b(X_{t})\,\mathrm {d} W_{t},}
مع الحالة الأولية X 0   =   x 0 ، حيث تشير W t إلى عملية فينر ، ونفترض أننا نرغب في حل المعادلة التفاضلية العشوائية هذه في فترة زمنية معينة [0 ،   T ]. ثم تقريب أويلر-ماروياما للحل الحقيقي X هو سلسلة ماركوف Y المحددة على النحو التالي:
- تقسيم الفاصل الزمني [0 ،   T ] إلى N فترات زمنية فرعية متساوية للعرض {\displaystyle \Delta t>0} :

{\displaystyle 0=\tau _{0}<\tau _{1}<\cdots <\tau _{N}=T{\text{ and }}\Delta t=T/N;}
- ضع Y 0   =   × 0 ؛
- حدد بشكل متكرر Y n لـ {\displaystyle 1\leq n\leq N} بواسطة

{\displaystyle \,Y_{n+1}=Y_{n}+a(Y_{n})\,\Delta t+b(Y_{n})\,\Delta W_{n},}
حيث
{\displaystyle \Delta W_{n}=W_{\tau _{n+1}}-W_{\tau _{n}}.}
المتغيرات العشوائية Δ W n مستقلة ومتوزعة بشكل عشوائي مع القيمة المتوقعة صفر والتباين {\displaystyle \Delta t} .

## مثال

### محاكاة رقمية

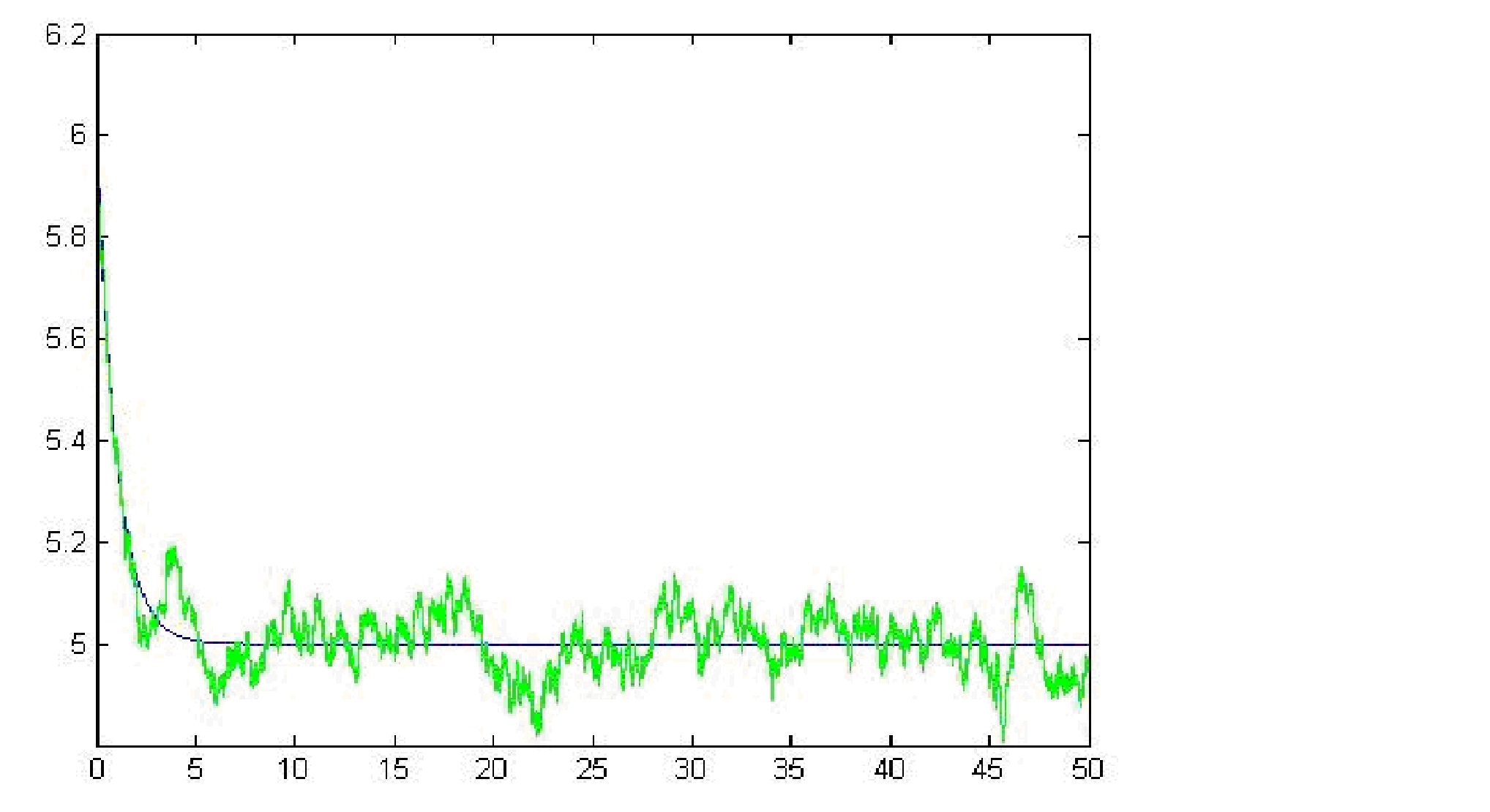
التعبير الجيني كعملية عشوائية

المجال الذي استفاد بشكل كبير من المعادلات التفاضلية العشوائية هو علم الأحياء أو علم الأحياء الرياضي بشكل أكثر دقة. هنا نما عدد المنشورات حول استخدام النموذج العشوائي ، حيث أن معظم النماذج غير خطية ، تتطلب مخططات عددية.
يصور الرسم معادلة تفاضلية عشوائية يتم حلها باستخدام مخطط أويلر. يتم عرض النظير الحتمية كذلك.

### تطبيق الكمبيوتر
يطبق كود بايثون التالي طريقة أويلر-ماروياما ويستخدمها لحل عملية أورنستين-أولينبيك المحددة بواسطة
{\displaystyle dY_{t}=\theta \cdot (\mu -Y_{t})\,{\mathrm {d} }t+\sigma \,{\mathrm {d} }W_{t}}
{\displaystyle Y_{0}=Y_{\mathrm {init} }.}

الأرقام العشوائية لـ {\displaystyle {\mathrm {d} }W_{t}} يتم إنشاؤها باستخدام حزمة الرياضيات نمباي. 
```
# -*- coding: utf-8 -*-

import
 
numpy
 
as
 
np

import
 
matplotlib.pyplot
 
as
 
plt

num_sims
 
=
 
5
 
# Display five runs

t_init
 
=
 
3

t_end
 
=
 
7

N
 
=
 
1000
 
# Compute 1000 grid points

dt
 
=
 
float
(
t_end
 
-
 
t_init
)
 
/
 
N

y_init
 
=
 
0

c_theta
 
=
 
0.7

c_mu
 
=
 
1.5

c_sigma
 
=
 
0.06

def
 
mu
(
y
,
 
t
):

    
"""Implement the Ornstein–Uhlenbeck mu."""
  
# = \theta (\mu-Y_t)

    
return
 
c_theta
 
*
 
(
c_mu
 
-
 
y
)

def
 
sigma
(
y
,
 
t
):

    
"""Implement the Ornstein–Uhlenbeck sigma."""
  
# = \sigma

    
return
 
c_sigma

def
 
dW
(
delta_t
):

    
"""Sample a random number at each call."""

    
return
 
np
.
random
.
normal
(
loc
=
0.0
,
 
scale
=
np
.
sqrt
(
delta_t
))

ts
 
=
 
np
.
arange
(
t_init
,
 
t_end
,
 
dt
)

ys
 
=
 
np
.
zeros
(
N
)

ys
[
0
]
 
=
 
y_init

for
 
_
 
in
 
range
(
num_sims
):

    
for
 
i
 
in
 
range
(
1
,
 
ts
.
size
):

        
t
 
=
 
(
i
-
1
)
 
*
 
dt

        
y
 
=
 
ys
[
i
-
1
]

        
ys
[
i
]
 
=
 
y
 
+
 
mu
(
y
,
 
t
)
 
*
 
dt
 
+
 
sigma
(
y
,
 
t
)
 
*
 
dW
(
dt
)

    
plt
.
plot
(
ts
,
 
ys
)

plt
.
show
()

```

 ما يلي هو ببساطة ترجمة الرمز أعلاه إلى لغة برمجة ماتلاب: 
```
%% Initialization and Utility

close
 
all
;

clear
 
all
;

numSims
 
=
 
5
;
 
% display five runs

tBounds
 
=
 
[
3
 
7
];
 
% The bounds of t

N
 
=
 
1000
;
 
% Compute 1000 grid points

dt
 
=
 
(
tBounds
(
2
)
 
-
 
tBounds
(
1
))
 
/
 
N
 
;

y_init
 
=
 
1
;
 
% Initial y condition

pd
 
=
 
makedist
(
'Normal'
,
0
,
sqrt
(
dt
));
 
% Initialize the probability distribution for our

                         
% random variable with mean 0 and 

                         
% stdev of sqrt(dt)

c
 
=
 
[
0.7
,
 
1.5
,
 
0.06
];
 
% the initial Theta, Mu, and Sigma, respectively

ts
 
=
 
linspace
(
tBounds
(
1
),
 
tBounds
(
2
),
 
N
);
 
% From t0-->t1 with N points

ys
 
=
 
zeros
(
1
,
N
);
 
% 1xN Matrix of zeros

ys
(
1
)
 
=
 
y_init
;

%% Computing the Process

for
 
j
 
=
 
1
:
numSims

    
for
 
i
 
=
 
2
:
numel
(
ts
)

        
t
 
=
 
(
i
-
1
)
 
.*
 
dt
;

        
y
 
=
 
ys
(
i
-
1
);

        
mu
      
=
 
c
(
1
)
 
.*
 
(
c
(
2
)
 
-
 
y
);

        
sigma
   
=
 
c
(
3
);

        
dW
      
=
 
random
(
pd
);

        

        
ys
(
i
)
 
=
 
y
 
+
 
mu
 
.*
 
dt
 
+
 
sigma
 
.*
 
dW
;

    
end

    
figure
(
69
)

    
hold
 
on
;

    
plot
(
ts
,
 
ys
,
 
'o'
)

end

```